# Кониспол
Конисполи је најјужнији град Албаније. Налази се на удаљености од 1 км од албанско-грчке границе, у округу Саранда у префектури Валона.
Налази се 191 км од Тиране, 4 км северно од грчког града Сајаде.
Привреда града заснива се на пољопривреди и виноградарству. Град је културни центар заједнице Чамија, а овде је подигнут споменик у знак сећања на протеривање Чамија из Грчке од стране грчких екстремиста на крају Другог светског рата.

## Кониспољске пећине
У близини града је 1992. године откривено 7 пећина са траговима становања од горњег палеолита до гвозденог доба.